# Robert Beverly Pargiter
Robert Beverly Pargiter, britanski general, * 1889, † 1984.